# جون زاندر
جون زاندر (بالسويدية: John Zander)‏ هو منافس ألعاب قوى سويدي، ولد في 31 يناير 1890 في ستوكهولم في السويد، وتوفي بنفس المكان في 9 يونيو 1967.

## وصلات خارجية
- جون زاندر على موقع أوليمبيديا (الإنجليزية)
- جون زاندر على موقع اللجنة الأولمبية السويدية (السويدية)